# Brezovica pri Ljubljani
Brezovica pri Ljubljani (Duits: Bresowitz, ook Bernstein) is een plaats in Slovenië en maakt deel uit van de gemeente Brezovica in de NUTS-3-regio Osrednjeslovenska. De plaats telde 3.221 inwoners op 1 januari 2020.